# John G. McCullough

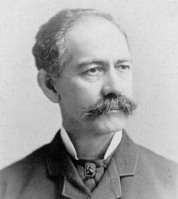
John Griffith McCullough

John Griffith McCullough (* 16. September 1835 in Newark, Delaware; † 29. Mai 1915 in New York City) war ein US-amerikanischer Politiker und von 1902 bis 1904 Gouverneur des Bundesstaates Vermont.

## Frühe Jahre
William McCullough besuchte bis 1855 das Delaware College und studierte anschließend bis 1858 an der University of Pennsylvania Jura. Danach begann er in Philadelphia als Rechtsanwalt zu arbeiten. Aus gesundheitlichen Gründen zog er aber bereits im Jahr 1860 nach Kalifornien.

## Politischer Aufstieg in Kalifornien
McCullough war Republikaner und als solcher ein Anhänger der Union sowie ein Gegner der Sklaverei. In Kalifornien setzte er sich entschieden gegen Bestrebungen der Südstaaten ein, die den Staat auf ihre Seite zu ziehen versuchten. Zwischen 1861 und 1862 war er Abgeordneter im Repräsentantenhaus von Kalifornien, zwischen 1862 und 1863 war er Mitglied des Staatssenats. Von 1863 bis 1867 war er Attorney General dieses Staates. Im Jahr 1867 zog er nach San Francisco, wo er als Rechtsanwalt arbeitete. Dort heiratete er 1871 Eliza Hall Park, mit der er vier Kinder haben sollte.

## Politische Laufbahn in Vermont
Im Jahr 1873 kehrte McCullough nach Vermont zurück. Er lebte in North Bennington, zeitweise aber auch in New York City. McCullough wurde Präsident mehrerer Eisenbahngesellschaften und Direktor der Bank of New York. Außerdem war er an zahlreichen anderen Unternehmungen beteiligt. Im Jahr 1893 war er Konkursverwalter der Erie-Eisenbahngesellschaft, die er innerhalb von vier Jahren sanierte und wieder zu einem florierenden Unternehmen machte. McCullough war Delegierter auf den Bundesparteitagen seiner Partei der Jahre 1880, 1888 und 1900. Zwischen 1898 und 1900 war er Mitglied des Senats von Vermont.

## Gouverneur von Vermont
Im Jahr 1900 wurde McCullough zum Gouverneur seines Staates gewählt. Er trat sein neues Amt am 3. Oktober 1902 an. In seiner zweijährigen Amtszeit setzte er sich für eine bessere Trennung von Justiz und Politik ein. Er unterstützte auch die Bemühungen zur Einführung des Vorwahlsystems in Vermont. Außerdem wurde beschlossen, dass Firmen, die entweder neu gegründet wurden oder neu nach Vermont kamen, eine Lizenzgebühr entrichten mussten.

## Weiterer Lebenslauf
Nach Ablauf seiner Amtszeit am 6. Oktober 1904 widmete sich McCullough wieder seinen umfangreichen privaten Geschäften. Er genoss sehr hohes Ansehen und wurde Ehrendoktor von drei Hochschulen in Vermont. John McCullough starb im Jahr 1915.